# Prima banka Slovensko
Prima banka Slovensko, a.s. je banka, která působí na slovenském finančním trhu od roku 1993. Od roku 1993 do roku 2003 vystupovala pod názvem První komunální banka, od roku 2003 si po vstupu nového akcionáře změnila jméno na Dexia banka Slovensko. V roce 2011 se po změně většinového vlastníka, kdy 94% akcií získala středoevropská skupina Penta Investments, přejmenovala na současný název Prima banka Slovensko, a.s.
Banka se zaměřuje na poskytování služeb fyzickým osobám, podnikatelům a samosprávám.

## Management banky
- Jan Rollo - předseda představenstva, generální ředitel odpovědný za divizi retailového bankovnictví
- Renáta Andries - členka představenstva, vrchní ředitelka finanční divize
- Henrieta Gahérová - členka představenstva, vrchní ředitelka divize řízení produktů